# Arsanilsäure
Arsanilsäure, genauer p-Arsanilsäure (früherer Markenname Atoxyl), ist eine chemische Verbindung aus der Gruppe der organischen Arsensäurederivate (genauer der Derivate der Phenylarsonsäure). Ihre Ester und Salze werden als Arsanilate bezeichnet.

## Eigenschaften
Arsanilsäure ist ein Derivat der Phenylarsonsäure mit einer Aminogruppe in der 4-Position. Sie existiert als Zwitterion, H3N+C6H4AsO3H−, obwohl sie in der Regel mit der nicht zwitterionischen Formel beschrieben wird.

## Geschichte
Arsanilsäure wurde erstmals 1863 von Antoine Béchamp durch Reaktion von Anilin mit Arsensäure dargestellt.
{\displaystyle \mathrm {C_{6}H_{5}NH_{2}+H_{3}AsO_{4}\longrightarrow H_{2}O_{3}AsC_{6}H_{4}NH_{2}+H_{2}O} }
Béchamp wählte für sein arsensaures Anilid den Namen Atoxyl, um auf die im Vergleich zum Arsen geringere Toxizität hinzuweisen. Zunächst wurde Atoxyl nur äußerlich gegen Hauterkrankungen eingesetzt.
Im Jahr 1906 erkannte der deutsche Mediziner und Nobelpreisträger Robert Koch auf einer Afrikaexpedition, dass Atoxyl auch die gefährliche Schlafkrankheit günstig beeinflussen kann. Die Wirkung war aber nicht sehr ausgeprägt, beziehungsweise die erforderliche Dosierung so hoch, dass toxische Nebenwirkungen des Arsenpräparates, die zur Erblindung und sogar zum Tode führten, überwogen.
Dennoch war diese Entdeckung später für den Bakteriologen Paul Ehrlich eine wichtige Grundlage zur Entwicklung des Arsphenamins, dem ersten modernen Medikament zur Behandlung der durch Spirochäten verursachten Syphilis. Ehrlich hatte das Atoxyl, beeinflusst von den Arbeiten Paul Uhlenhuths und anderer Wissenschaftler, als Medikament gegen Syphilis getestet, erkannte aber bald seine Falscheinschätzung der chemischen Struktur des Präparates.
Atoxyl kann bei der Behandlung der Schlafkrankheit als Vorläufer von Germanin betrachtet werden.

## Natrium-4-aminophenylhydrogenarsonat

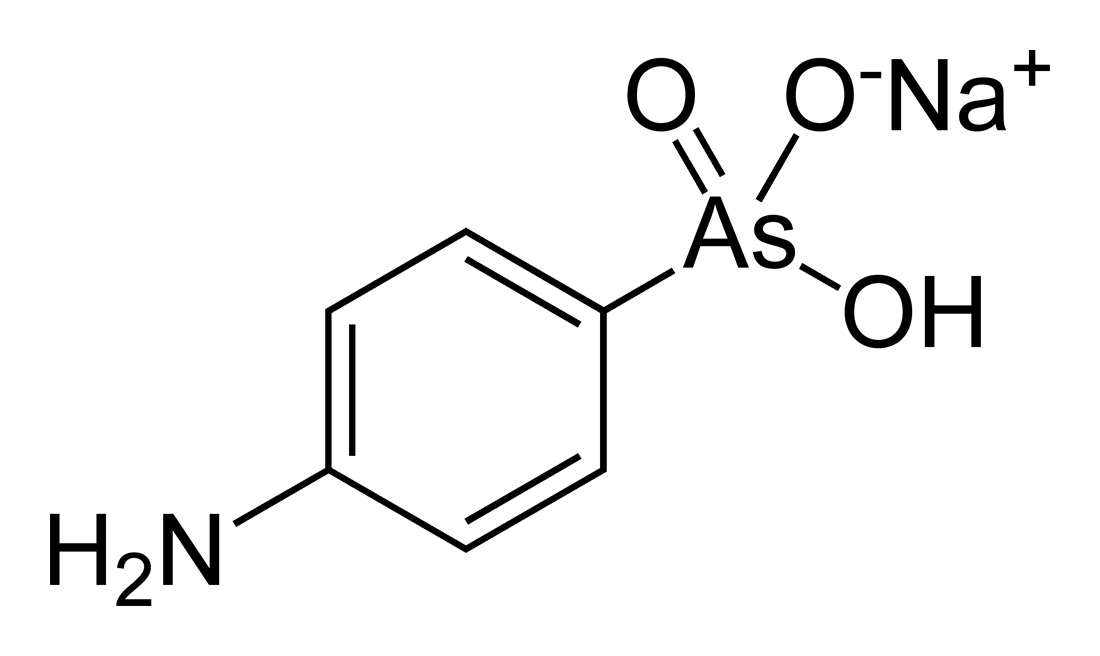
Strukturformel von Atoxyl

Das Natriumsalz der Arsanilsäure, Natrium-4-aminophenylhydrogenarsonat, wurde Anfang des 20. Jahrhunderts als Wirkstoff auf Arsenbasis erprobt.

## Historische Literatur
- Atoxyl. In: Naturarzt. Band 37, 1909, S. 268.